# Pikmin
Cet article concerne la série de jeux vidéo. Pour le premier jeu de la série, voir Pikmin (jeu vidéo).
Pikmin (ピクミン, Pikumin) est une série de jeux vidéo de stratégie en temps réel créée par Shigeru Miyamoto et publiée par Nintendo.
La série comporte quatre épisodes principaux. Pikmin et Pikmin 2 ont tous deux été publiés sur GameCube en 2001 et 2004 respectivement, avant d'être portés sur la Wii dans la collection Nouvelle Façon de jouer !. Un troisième épisode, Pikmin 3, est sorti sur Wii U en 2013. Le quatrième opus, Pikmin 4, est sorti sur Nintendo Switch en 2023.
Un spin-off de la série, intitulé Hey! Pikmin, est sorti en 2017 sur Nintendo 3DS. Un portage de Pikmin 3 s'intitulant Pikmin 3 Deluxe, rajoutant un prologue et un épilogue au jeu d'origine, est sorti sur Nintendo Switch en 2020. Un jeu mobile, Pikmin Bloom, sort quant à lui en 2021. Des versions HD de Pikmin et Pikmin 2 sont sorties en 2023 sur Nintendo Switch.

## Trame

### Univers
Les jeux de Pikmin se concentrent principalement sur la découverte et l'exploration de PNF-404, la planète des Pikmins. La nuit, les prédateurs de ce monde s'éveillent, obligeant explorateurs et Pikmins à se réfugier dans l'espace.

### Personnages principaux
Dans le premier jeu, le seul personnage présent est le capitaine Olimar, un minuscule extraterrestre d'une taille de 3,7 centimètres. Originaire de la planète Hocotate, Olimar est équipé d'un scaphandre car l'oxygène est toxique pour son espèce. C'est le crash de son vaisseau, le Dolphin, sur la planète PNF-404 qui mènera à sa rencontre avec les Pikmins.
Avec Pikmin 2, d'autres habitants de la planète Hocotate sont introduits. Louie et le Président d'Hocotate Fret, respectivement collègue et supérieur d'Olimar, deviennent des personnages jouables.
Contrairement aux deux premiers épisodes, Pikmin 3 comporte des protagonistes d'une nouvelle espèce extraterrestre vivant sur la planète Koppaï et très semblables aux Hocotatiens. Alph, Brittany et Charlie sont trois explorateurs venus chercher des fruits sur la planète des Pikmins afin de lutter contre la famine de leur monde natal. Olimar et Louie apparaissent aussi dans cet opus, mais seulement en tant que personnages non-jouables. Ils reviennent toutefois comme personnages jouables dans l'opus Deluxe.

### Les Pikmins
Les Pikmins sont des hybrides entre végétaux et animaux (minéraux pour les pikmins rocs), intelligents, colorés et attentifs aux ordres de leur chef.  Obéissants, ils permettent d'accomplir un certain nombre de tâches, la principale étant la récupération d'éléments intégrés à la mission de chaque jeu. Pour ce faire, le joueur doit diriger les Pikmins afin de surmonter les obstacles et/ou la faune de PNF-404. Cependant, étant donné que les Pikmins sont petits et faibles face à la plupart des prédateurs et que certains sont mieux adaptés à certaines tâches, il incombe au joueur de les diriger de manière appropriée afin d'assurer la récupération de tout objet. Le temps de jeu est divisé en jours durant environ 13 minutes et le joueur est encouragé à accomplir autant de tâches que possible avant le coucher du soleil.
Les Pikmins peuvent prendre diverses couleurs représentant leurs aptitudes et leur résistance aux dangers environnementaux. Le nombre de Pikmins et leurs capacités ont changé au cours de la franchise, avec seulement trois couleurs dans le premier épisode : rouge, bleu et jaune. Les rouges peuvent résister au feu, les bleus peuvent se déplacer sous l'eau grâce à leurs branchies et les jaunes peuvent être lancés plus haut que les autres Pikmins et transporter des rochers explosifs. Dans Pikmin 2, cette capacité de transport est remplacée par une immunité à l'électricité tandis que deux nouvelles couleurs sont introduites: blanc et violet. Les blancs sont les plus rapides, résistent aux gaz toxiques, peuvent empoisonner les ennemis et repérer les objets enfouis sous terre tandis que les violets sont sensiblement plus forts et plus lourds que les autres Pikmins, ce qui les rend excellents pour infliger des dégâts et porter des objets lourds. Pikmin 3 a introduit deux autres types : les Pikmins rocs (de couleur noire) et les Pikmin ailés (de couleur rose). Les premiers peuvent casser les objets en verre et en glace, ainsi que survivre à l'écrasement ; alors que les seconds peuvent voler, ce qui leur permet d'atteindre des éléments inaccessibles aux autres Pikmins et d'attaquer facilement les ennemis aériens. De plus, Pikmin 3 a rendu chaque type de Pikmin capable de transporter les rochers explosifs et a modifié les capacités des Pikmins jaunes et bleus : les premiers sont maintenant les plus rapides tandis que les seconds sont dorénavant capables de nager. Dans Pikmin 4, deux nouvelles espèces sont découvertes : les Pikmins de glace, qui peuvent geler les ennemis ou les points d'eau, et les Pikmins luisant (de couleur vert), qui sont disponibles uniquement pendant les expéditions de nuit. En dehors de la coloration, tous les types de Pikmins indiquent leur force et leur rapidité de la même façon : la tige au-dessus de leur tête arbore une feuille, un bourgeon ou une fleur, qui se développe lorsque le Pikmin est nourri au nectar ou reste planté dans le sol pendant un certain temps.
Pour leur sécurité, les Pikmins sont stockés dans leurs vaisseaux-mères respectifs (appelés Oignons) après le coucher du soleil, car ils sont vulnérables aux prédateurs nocturnes. Les Oignons jouent un rôle vital dans la reproduction des Pikmins : lorsque de la nourriture, comme une proie ou de l'engrais, est donnée à un Oignon, celui-ci génère des graines qui croissent jusqu'à ce qu'un Pikmin complètement développé jaillisse du sol. Un Oignon sert ainsi d'incubateur pour tous les Pikmins de sa propre couleur, abritant potentiellement des centaines de Pikmins. Les Oignons voyagent aux côtés du vaisseau du jeu lorsque celui-ci vole vers différents endroits de la planète.

### La planète PNF-404
Les jeux de la série Pikmin se déroulent sur une planète inconnue. Elle prend le nom de PNF-404 à partir de Pikmin 3, lorsque les habitants de Koppaï la découvrent et lancent une expédition pour l'explorer. L'origine de son nom est le code HTTP 404, traduit par "Page Not Found" (PNF) en anglais. 
Des indices laissent à penser que cette planète est en vérité la Terre, comme en témoignent les nombreux objets humains abandonnés (pots de fleur, boîtes de conserve, capsules de soda, bijoux, etc.). Ainsi, dans Pikmin 2, une grande partie des trésors collectés sont des objets fabriqués par l'Homme. Il semble que l'espèce humaine se soit éteinte dans l'univers Pikmin, laissant quelques traces derrière elle. D'ailleurs, dans le premier jeu, le crépitement continu du compteur Geiger récupéré par le capitaine Olimar indique que le secteur est hautement radioactif. L'hypothèse d'une guerre nucléaire est appuyée par le fait que de nombreux ennemis soient des hybrides d'animaux existants, notamment d'insectes.
Dans les deux premiers jeux, l'aspect extérieur de PNF-404 est celui de la Terre au XXIe siècle. Le vaisseau d'Olimar se pose d'ailleurs en Afrique. La planète a cependant été modifiée pour Pikmin 3, la disposition des continents rappelant désormais celle de la Pangée prochaine, le supercontinent qui pourrait apparaître dans 250 millions d'années. Cela pourrait signifier que les jeux Pikmin se déroulent en fait dans un futur lointain, et il est à noter que les objets d'origine humaine sont plus rares dans Pikmin 3 que dans les opus précédents.

## Liste des jeux
| 2001 | Pikmin                               |
| 2002 |                                      |
| 2003 |                                      |
| 2004 | Pikmin 2                             |
| 2005 |                                      |
| 2006 |                                      |
| 2007 |                                      |
| 2008 | Pikmin (Nouvelle Façon de jouer !)   |
| 2009 | Pikmin 2 (Nouvelle Façon de jouer !) |
| 2010 |                                      |
| 2011 |                                      |
| 2012 |                                      |
| 2013 | Pikmin 3                             |
| 2014 |                                      |
| 2015 |                                      |
| 2016 |                                      |
| 2017 | Hey! Pikmin                          |
| 2018 |                                      |
| 2019 |                                      |
| 2020 | Pikmin 3 Deluxe                      |
| 2021 | Pikmin Bloom                         |
| 2022 |                                      |
| 2023 | Pikmin 1+2 Pikmin 4                  |

- Série principale
- Spin-off
- Réédition
- Compilation

La série comporte six jeux et cinq rééditions, dont deux dans la gamme Nouvelle Façon de jouer !. Un opus est sorti sur appareil mobile, un autre sur console portable, le reste étant paru sur diverses consoles de salon.
Pikmin est un jeu de stratégie en temps réel édité par Nintendo et développé par Nintendo EAD. Il est sorti en 2001 au Japon et en Amérique du Nord, et en 2002 en Europe. Il s'agit du premier jeu de la série éponyme. Le jeu est réédité sur Wii en 2008 dans la gamme Nouvelle Façon de jouer !. Cette version du jeu devient disponible en téléchargement à partir de 2016 sur Wii U et de 2023 en haute définition sur Nintendo Switch.
Pikmin 2, suite directe du premier opus, est un jeu de stratégie en temps réel édité par Nintendo et développé par Nintendo EAD sorti en 2004 sur GameCube. Le jeu est réédité sur Wii en 2009 dans la gamme Nouvelle Façon de jouer !. Comme son prédécesseur, cette version du jeu devient disponible en téléchargement à partir de 2016 sur Wii U et de 2023 en haute définition sur Nintendo Switch.
Pikmin 3 est un jeu vidéo de stratégie en temps réel édité par Nintendo et développé par Nintendo EAD sorti en 2013 sur Wii U. Il bénéficie d'un portage nommé Pikmin 3 Deluxe sorti en 2020 sur Nintendo Switch.
Hey! Pikmin est un jeu vidéo d'action en deux dimensions à défilement horizontal. Édité par Nintendo et développé par Arzest, le jeu est sorti en 2017 sur Nintendo 3DS.
Pikmin Bloom est une application mobile développée et éditée par Niantic sortie en 2021. Elle permet la gestion de Pikmin, en les faisant pousser avec un certain nombre de pas, ainsi que de fleurir le monde.
Pikmin 4 est un jeu vidéo de stratégie en temps réel sorti en 2023 sur Nintendo Switch,.